# Qualificazioni al campionato europeo maschile di calcio 1996 - Gruppo 8

## Classifica
| Pos | Squadra    | Pti | G  | V | N | P  | GF | GS | DR  |
| --- | ---------- | --- | -- | - | - | -- | -- | -- | --- |
| 1   | Russia     | 26  | 10 | 8 | 2 | 0  | 34 | 5  | +29 |
| 2   | Scozia     | 23  | 10 | 7 | 2 | 1  | 19 | 3  | +16 |
| 3   | Grecia     | 18  | 10 | 6 | 0 | 4  | 23 | 9  | +14 |
| 4   | Finlandia  | 15  | 10 | 5 | 0 | 5  | 18 | 18 | 0   |
| 5   | Fær Øer    | 6   | 10 | 2 | 0 | 8  | 10 | 35 | -25 |
| 6   | San Marino | 0   | 10 | 0 | 0 | 10 | 2  | 36 | -34 |

## Risultati
| Data             | Luogo      | Squadra 1  | Risultato | Squadra 2  |
| ---------------- | ---------- | ---------- | --------- | ---------- |
| 7 settembre 1994 | Toftir     | Fær Øer    | 1 - 5     | Grecia     |
| 7 settembre 1994 | Helsinki   | Finlandia  | 0 - 2     | Scozia     |
| 12 ottobre 1994  | Glasgow    | Scozia     | 5 - 1     | Fær Øer    |
| 12 ottobre 1994  | Salonicco  | Grecia     | 4 - 0     | Finlandia  |
| 12 ottobre 1994  | Mosca      | Russia     | 4 - 0     | San Marino |
| 16 novembre 1994 | Atene      | Grecia     | 2 - 0     | San Marino |
| 16 novembre 1994 | Helsinki   | Finlandia  | 5 - 0     | Fær Øer    |
| 16 novembre 1994 | Glasgow    | Scozia     | 1 - 1     | Russia     |
| 14 dicembre 1994 | Helsinki   | Finlandia  | 4 - 1     | San Marino |
| 18 dicembre 1994 | Atene      | Grecia     | 1 - 0     | Scozia     |
| 29 marzo 1995    | Mosca      | Russia     | 0 - 0     | Scozia     |
| 29 marzo 1995    | Serravalle | San Marino | 0 - 2     | Finlandia  |
| 26 aprile 1995   | Serravalle | San Marino | 0 - 2     | Scozia     |
| 26 aprile 1995   | Salonicco  | Grecia     | 0 - 3     | Russia     |
| 26 aprile 1995   | Toftir     | Fær Øer    | 0 - 4     | Finlandia  |
| 6 maggio 1995    | Mosca      | Russia     | 3 - 0     | Fær Øer    |
| 25 maggio 1995   | Toftir     | Fær Øer    | 3 - 0     | San Marino |
| 7 giugno 1995    | Serravalle | San Marino | 0 - 7     | Russia     |
| 7 giugno 1995    | Toftir     | Fær Øer    | 0 - 2     | Scozia     |
| 11 giugno 1995   | Helsinki   | Finlandia  | 2 - 1     | Grecia     |
| 16 agosto 1995   | Helsinki   | Finlandia  | 0 - 6     | Russia     |
| 16 agosto 1995   | Glasgow    | Scozia     | 1 - 0     | Grecia     |
| 6 settembre 1995 | Glasgow    | Scozia     | 1 - 0     | Finlandia  |
| 6 settembre 1995 | Toftir     | Fær Øer    | 2 - 5     | Russia     |
| 6 settembre 1995 | Serravalle | San Marino | 0 - 4     | Grecia     |
| 11 ottobre 1995  | Mosca      | Russia     | 2 - 1     | Grecia     |
| 11 ottobre 1995  | Serravalle | San Marino | 1 - 3     | Fær Øer    |
| 15 novembre 1995 | Glasgow    | Scozia     | 5 - 0     | San Marino |
| 15 novembre 1995 | Mosca      | Russia     | 3 - 1     | Finlandia  |
| 15 novembre 1995 | Candia     | Grecia     | 3 - 2     | Fær Øer    |